# アモン橋
アモン橋(仏 : Pont amont)はフランスのパリ、セーヌ川に架かる橋である。パリ市内でセーヌ川に架かる橋では最も上流にある。1969年に開通した。
アモン橋は12区のベルシー通りと13区のイブリ通りを結んでいる（両方とも河岸通りである）、ペリフェリックの橋である。
長さは270mで、パリでは2番目に長い橋である。ちなみに一番長いのは同じくペリフェリックの橋であるアヴァル橋で、こちらはパリ市内のセーヌ川最後の橋となる。
この橋は公式な名前がないため、便宜上アモン橋（アモンamontは上流という意味）と名付けられ、定着している。

## 隣の橋
（上流）ネルソン・マンデラ橋（パリ市外）―アモン橋―ナシオナル橋―トルビアック橋（下流）